# Jean-Dominique Bauby
Pour les articles homonymes, voir Bauby.
Jean-Dominique Bauby, né le 23 avril 1952 à Paris et mort le 9 mars 1997 à Garches, est un journaliste français, connu pour avoir été rédacteur en chef du magazine féminin Elle, puis comme victime du syndrome d'enfermement (locked-in syndrome) et auteur d'un livre autobiographique sur cette expérience tragique, Le Scaphandre et le Papillon. 
Il est le fondateur de l'Association du locked-in syndrome.

## Biographie
Né dans le 14e arrondissement de Paris, il grandit rue du Mont-Thabor derrière le jardin des Tuileries, habitant dans l'immeuble où vécut Alfred de Musset. 
Il fait une carrière de journaliste, d'abord à Combat puis au Quotidien de Paris en 1974 pour lequel il signe son premier article le jour de la mort de Georges Pompidou, un article sur Klaus Kinski, le fabuleux desperado et couvre l'affaire Christian Ranucci. Il s'occupe ensuite du « Match de Paris », la rubrique culturelle de Paris Match. Il passe par Paris-Hebdo, avant en 1980, de devenir rédacteur en chef au Matin de Paris. Il apparait dans l'émission Page 3 plaisir de l'œil, pour parler du travail des sculpteurs Anita Tullio et Christian Renonciat. Il devient rédacteur en chef du magazine féminin Elle aux côtés de Marie-Françoise Colombani. Le 9 mai 1988, il propose à Marc-Edouard Nabe d'écrire un article sur Charlie Parker pour la sortie de Bird le film de Clint Eastwood.
Le 21 novembre 1995, il apparaît dans l'émission de Laure Adler, Le Cercle de minuit, avec Valérie Toranian, Carla Bruni et Marie-Françoise Colombani, pour la sortie du numéro des 50 ans du magazine Elle, avec Vanessa Paradis en couverture. Il critique à cette occasion les licenciements massifs de femmes du gouvernement d'Alain Juppé.
Le vendredi 8 décembre 1995, il est victime d'un accident vasculaire cérébral qui le plonge dans un coma dont il sort affecté du syndrome d'enfermement. Conservant la plénitude de ses capacités intellectuelles, il ne peut plus mouvoir qu'une seule de ses paupières, ce qui lui permet d'établir une communication avec d'autres personnes.
Hospitalisé à l'hôpital maritime de Berck, il adresse ainsi un courrier à une soixantaine d'amis. Leur étonnement face au récit de sa maladie le convainc de poursuivre l'expérience. Il entame ainsi une aventure littéraire inédite. Chaque nuit, il se réveille à quatre heures du matin, échafaude mentalement son histoire, puis la dicte à sa collaboratrice Claude Mendibil, lettre après lettre, plusieurs heures par jour,. Le livre est publié le 6 mars 1997 sous le titre Le Scaphandre et le Papillon dont la couverture représente une aquarelle de Lucio Fanti. 
Jean-Dominique Bauby décède d'une pneumonie trois jours plus tard à l'hôpital Raymond-Poincaré de Garches, le 9 mars 1997. Il est inhumé au cimetière du Père-Lachaise (94e division).

### Famille
Il a vécu avec Sylvie de La Rochefoucauld , présidente de Canal Jimmy et avec Florence Ben Sadoun, critique de cinéma au magazine Elle et directrice de la rédaction de Première.
Il est le père de deux enfants : Théophile et Céleste. Dans le film Le Scaphandre et le Papillon, le troisième enfant, une fille prénommée Hortense, est un personnage de fiction.

## Œuvre
- Raoul Lévy, un aventurier du cinéma, Éditions Lattès, 1994.
- Le Scaphandre et le Papillon, Éditions Robert Laffont, 1997.

## Postérité
Le 14 mars 1997, cinq jours après sa mort, la chaîne de télévision France 2 diffuse un reportage de Jean-Jacques Beineix intitulé Assigné à résidence (durée 27 minutes), relatant la vie de Jean-Dominique Bauby.
En mai 2007, le film Le Scaphandre et le Papillon adapté de son livre sort en salles, avec Mathieu Amalric dans le rôle principal.
Le cas de Jean-Dominique Bauby est évoqué dans le roman Pensées secrètes de David Lodge (2001).
Il est également évoqué dans l'ouvrage de Claire Lamourelle, intitulé Glasgow (2015), la date du 8 décembre 1995 ayant bouleversé la vie de chacun d'eux. L'auteur a dédié son livre à Jean-Dominique Bauby.